# Surduc (okręg Sălaj)
Surduc – wieś w Rumunii, w okręgu Sălaj, w gminie Surduc. W 2011 roku liczyła 1222 mieszkańców.